# Christian Hilfgott Brand
Pour les articles homonymes, voir Brand.
Christian Hilfgott Brand est un peintre allemand né à Francfort-sur-l'Oder en 1695 et mort à Vienne en 1756.
Son nom est souvent orthographié Hülfgott, Hulfgott, voire Helfgott. Les documents en langue française les plus anciens utilisent aussi Brand le Vieux, Brand l'Aîné et Brand l'Ancien, par opposition à son fils Johann Christian.

## Biographie

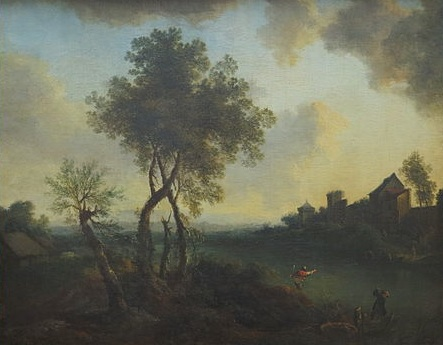
Paysage fluvial, Christian Hilfgott Brand, Ca' d'Oro, Venezia

Christian Hilfgott Brand naquit le 16 mars 1695 en Brandebourg, à Francfort-sur-l'Oder, puis acheva ses études à Hambourg où le commerce avait attiré son père. Au sortir du collège, ses parents maternels, établis à Ratisbonne, l'engagèrent à s'attacher aux affaires de la diète et le firent entrer dans un bureau; mais il n'eut pas plus tôt fait connaissance avec le fameux Christoph Ludwig Agricola, que son inclination pour la peinture se découvrit. Le maître, influencé par les Français Claude Lorrain et Nicolas Poussin, excellait dans les paysages atmosphériques.
Après sa mort, survenue en 1719, le jeune Brand partit pour Vienne où il s'installa en 1720. On sait que sa première épouse, Rosina, disparut avant 1725. Le 24 avril de cette année, il se remaria avec Maria Magdalena Thorwild (décédée le 26 août 1789).
Doué, il aurait pu s'en remettre à son propre génie mais eut la sagesse de s'entourer d'un cercle d'artistes. Il poursuivit ses études à l'Académie des Beaux-Arts de 1726 à 1728. On le retrouve à Francfort-sur-le-Main autour de 1735 en compagnie des peintres Franz Christoph Janneck (1703-1761), Karl Aigen (en) (1684–1762) et Josef Orient (hu) (1677–1747). Devenu célèbre et bientôt regardé comme l'un des meilleurs paysagistes de son temps, la cour impériale fit appel à lui en 1738 en tant que spécialiste des paysages dans le goût hollandais. En 1740, il lui fut commandé un couple de tableaux plus grands que d'ordinaire. Il s'adjoignit le peintre August Querfurt, un de ses amis, pour les chevaux et les figures mais l'ouvrage l'épuisa. Au bout de six mois, il fit une attaque d'apoplexie qui fit craindre pour sa vie et le laissa hémiplégique. Sa main gauche remplaça alors la droite, et c'est avec elle qu'il peignit un Magnificat, fameux en son temps et où rien ne se ressentit du changement de main. Il demeura peintre de la cour jusqu'à la fin de sa vie, figurant parmi les premiers membres honoraires élus à l'Académie des beaux-arts de Vienne en 1751, avant de devenir conseiller académique en 1754. L'ambassadeur de Sardaigne rechercha ses toiles, tout comme celui du Danemark qui lui commanda en 1740 une vue de Vienne. D'autres grands connaisseurs jalonnent la carrière de Brand, tels que le baron de Kesselstadt, Grand-Prévôt de Trèves, et M. de Hagedorn. Ses dernières œuvres influencèrent beaucoup son fils Friedrich August (né de son second mariage), et plus encore son autre fils, Johann Christian (né de son premier mariage). Christian Hilfgott Brand mourut à Vienne le 22 juillet 1756.

## L'œuvre

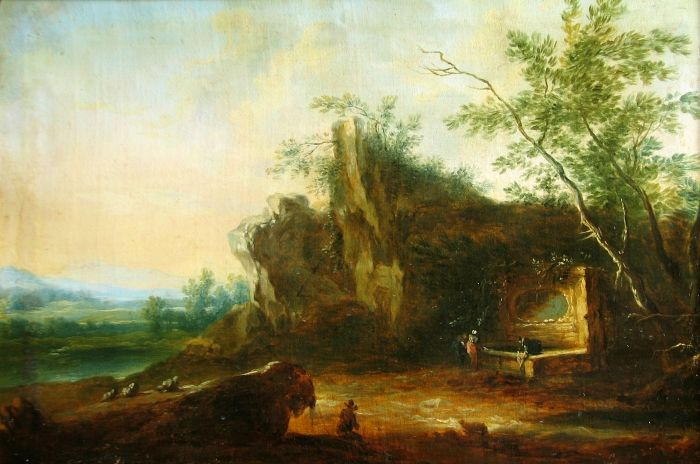
Paysage avec fontaine, C. H. Brand, Brukenthal museum, Sibiu

Louis de Bonafous de Fontenai note, dans son Dictionnaire des artistes paru en 1776 : « Les premières pièces de cet artiste étaient un peu sombres; mais il se ravisa bientôt. L'aménité et la fonte des couleurs caractérisent ses derniers tableaux. Peu de paysagistes allemands l'égalent pour représenter l'eau tranquille, et les vapeurs que le soleil dissipe. Simple dans la composition, il mettait de la variété dans les teintes et dans les accidents. Il faisait fort bien les figures, et les plaçait avec intelligence. »
L'avis de Louis-Mayeul Chaudon dans son Nouveau dictionnaire historique de 1804 abonde dans le même sens : « Rien n'est plus calme que ses eaux, plus humide que sa rosée, courbant les plantes sous son poids. Rien n'est plus riche que les reflets de l'astre du jour, qui disparaît sur les nuages. »
On lit encore, dans le Grand dictionnaire universel du XIXe siècle de 1867 (Pierre Larousse) : « Il excellait à peindre des eaux calmes, la rosée, des effets du soleil disparaissant sous les nuages. »
Enfin Jean Sylvain Bailly, resté dans l'histoire comme le premier maire de Paris, rédigea des commentaires sur les artistes de son temps. Issu d'une famille de peintres, il nous livre quelques indications sur les sources d'inspiration de C. H. Brand dans son Recueil des pièces intéressantes sur les arts, les sciences et la littérature publié à titre posthume en 1810 : « Dans ses paysages, pour la teinte des verts indécis, il s'approcha de Wanevelt, sans l'avoir imité : sa manière de dessiner les arbres, de jeter et de toucher les ronces et les broussailles tient beaucoup de celle de Jean Both ; quant aux morceaux qu'il fit à l'instance des amateurs, s'il suivit le goût de Huisman, il ne prit que l'esprit et la perfection de son modèle. C'est dans le même sens qu'il sembla rechercher le goût de Wartele (en)". Le reste de l'article confirme et développe les appréciations laudatives de Louis-Abel de Bonafous. Son contenu général, du reste, reprend assez largement une source de première main : les Éclaircissements historiques sur un cabinet et les auteurs des tableaux qui le composent de Christian Ludwig von Hagedorn, collectionneur des œuvres de C. H. Brand.

## Musées et collections
La plupart des œuvres exposées de C. H. Brand se trouvent dans des musées situés sur des territoires ayant fait partie du Saint-Empire romain germanique ou de l'empire d'Autriche. Les collections rassemblant le plus grand nombre de peintures de l'artiste se trouvent à la galerie du Belvédère à Vienne, ainsi qu'au musée Brukenthal à Sibiu (ex-Hermannstadt, Roumanie).
Son seul portrait connu est un autoportrait conservé à l'abbaye de Kremsmünster en Autriche.

### Allemagne
- Aschaffenburg, Bayerische Staatsgemäldesammlungen, Staatsgalerie in Schloss Johannisburg[11]
- Hannover, Niedersächsischen Landesgalerie[3]
- Leipzig, Museum der bildenden Künste[12]
- Mayence, Landesmuseum[13]
- Munich, Pinakothek[14]
- Nuremberg, Germanisches Nationalmuseum[15]
- Würzburg, Martin von Wagner Museum der Universität[16]

### Autriche
- Graz, Alten Galerie am Landesmuseum Joanneum[17]
- Innsbruck, Tiroler Landesmuseum Ferdinandeum[18]
- Krems, Schloss Hollenburg[19]
- Kremsmünster, Stift Kremsmünster[3]
- Rohrau, Harrach'sche Sammlung, Schloss Rohrau[20]
- Saint-Florian, Collections d'art des chanoines augustins de Saint-Florian[21]
- Vienne, Albertina (dessin)[22]
- Vienne, Museum im Schottenstift[23],[24]
- Vienne, Österreichishes Galerie Belvedere[25]

### Europe
- Brno, Moravska Galerie[26]
- Budapest, Szépművészeti Múzeum[27],[28]
- Genève, Cabinet d'arts graphiques des Musées d'art et d'histoire (gravures)[29]
- Londres, Government Art Collection[30]
- Milan, Castello Sforzesco[31]
- Milan, Museo Poldi Pezzoli[32]
- Milan, Pinacoteca Ambrosiana[33],[34]
- Ostrava, Galerie výtvarného umění v Ostravě[35],[36]
- Prague, National Gallery[37],[38]
- Roudnice nad Labem, Roudnice Castle[39]
- Sibiu/Hermannstadt, Muzeul National Brukenthal, Palatul Brukenthal[40]
- Venise, Galleria Franchetti, Ca'd'Oro[15]

### Amérique
- Cambridge, Massachusetts, Harvard Art museums (gravures)[41]

## Expositions
- Salzbourg, Residenzgalerie, Exposition Schiff Voraus - Marinemalei des 14. bis 19. Jahrunderts: 16.07.2005 - 01.11. 2005[42]